# 川浦康至
川浦 康至（かわうら やすゆき、1951年 - ）は、日本の社会心理学、コミュニケーション学研究者、東京経済大学名誉教授。メディアとコミュニケーションの社会心理学を主な専門としており、インターネットが普及して以降の時期には、ネットを介したコミュニケーションの心理について様々な検討をおこなっており、多くの関連書の翻訳にも関わった。

## 経歴
長野県長野市に生まれる。東京学芸大学教育学部学校教育学科を卒業後、心理学を専攻して東京都立大学人文科学研究科修士課程を修了し、さらに博士課程に学び、単位取得満期退学となった。
電気通信総合研究所研究員を経て、横浜市立大学国際文化学部助教授となり、後に教授に昇任した。
この間、1994年に電気通信普及財団賞（テレコム社会科学賞）、1997年に日本社会心理学会島田賞を受賞している。
2005年、東京経済大学コミュニケーション学部教授に転じ、2012年から2016年にかけて、コミュニケーション学部長を務めた。2017年には、定年を待たずに退職し、名誉教授となった。

## おもな著書

### 共編著
- （黒岩雅彦、大谷裕子との共著）電子コミュニティの生活学、中央経済社、1998年
- （山下清美、川上善郎、三浦麻子との共著）ウェブログの心理学、NTT出版、2005年
- （三浦麻子、森尾博昭との共編著）インターネット心理学のフロンティア：個人・集団・社会、誠信書房、2009年

### 共訳書
- （小林宏一との共訳）O・E・クラップ 著、情報エントロピー：開放化と閉鎖化の適応戦略、新評論、1983年
- （貝塚泉との共訳）パトリシア・ウォレス 著、インターネットの心理学、NTT出版、2001年
  - 新版：（和田正人、堀正との共訳）パトリシア・ウォレス 著、インターネットの心理学 新版、NTT出版、2018年
- （溝渕佐知、山田隆、森祐治との共訳）T・コポマー 著、ケータイは世の中を変える―携帯電話先進国フィンランドのモバイル文化、北大路書房、2004年
- （田中敦との共訳）N・ロドリゲス、A・ライヴ 著、自己観察の技法：質的研究法としてのアプローチ、誠信書房、2006年
- （市川孝一との共訳）ミハイ・チクセントミハイ、ユージン・ロックバーグ＝ハルトン 著、モノの意味：大切な物の心理学、誠信書房、2009年
- （田中敦との共訳）アンディ・アラシェフスカ 著、日記とはなにか：質的研究への応用、誠信書房、2011年